# Sonora (Califòrnia)
Sonora és una població del Comtat de Tuolumne a l'estat de Califòrnia (Estats Units).

## Demografia
Segons el cens del 2000 tenia 8.906 habitants.
Segons el cens del 2000, Sonora tenia 4.423 habitants, 2.051 habitatges, i 1.046 famílies. La densitat de població era de 561,8 habitants/km².
Dels 2.051 habitatges en un 24% hi vivien nens de menys de 18 anys, en un 33,2% hi vivien parelles casades, en un 14% dones solteres, i en un 49% no eren unitats familiars. En el 40,3% dels habitatges hi vivien persones soles el 15,5% de les quals corresponia a persones de 65 anys o més que vivien soles. El nombre mitjà de persones vivint en cada habitatge era de 2,06 i el nombre mitjà de persones que vivien en cada família era de 2,75.
Per edats la població es repartia de la següent manera: un 20,4% tenia menys de 18 anys, un 9,5% entre 18 i 24, un 26,3% entre 25 i 44, un 23,5% de 45 a 60 i un 20,4% 65 anys o més.
L'edat mediana era de 41 anys. Per cada 100 dones de 18 o més anys hi havia 77,1 homes.
La renda mediana per habitatge era de 28.858 $ i la renda mediana per família de 39.722 $. Els homes tenien una renda mediana de 40.958 $ mentre que les dones 26.111 $. La renda per capita de la població era de 19.248 $. Entorn del 10,9% de les famílies i el 16,9% de la població estaven per davall del llindar de pobresa.

## Poblacions properes
El següent diagrama mostra les poblacions més properes.